# Frederik Ndoci
Frederik Ndoci (Scutari, 6 febbraio 1958) è un cantante albanese.
Ha vinto per 2 volte il Festivali i Këngës, nel 1989 e nel 2006, rispettivamente con le canzoni Toka e Diellit e Balada E Gurit.
Nel 2007 partecipa all'Eurovision con la versione inglese di Balada E Gurit, intitolata Hear My Plea e cantata insieme alla moglie Aida Ndoci.